# Pfannenburg
Die Pfannenburg ist eine abgegangene Höhenburg auf dem bewaldeten Höhenrücken Pfannenberg auf etwa 485 m ü. NN etwa 2,7 Kilometer östlich der Ortsmitte des Dorfes Jagstheim der Stadt Crailsheim im Landkreis Schwäbisch Hall in Baden-Württemberg. 

## Anlage
Von der ehemaligen Burganlage, vermutlich mit kleinem Ringwall, die nur 300 bis 400 Meter vom Ostufer des heutigen Degenbachsees entfernt liegt, sind nur noch Reste des Halsgrabens und Geländespuren erhalten.